# Onan (fill de Judà)
Onan (אוֹנָן «fort», hebreu Onan, hebreu tiberià ʾÔnān) és un personatge que apareix a la Bíblia, al llibre del Gènesi. Era el segon fill de Judà. El seu nom és l'origen del terme sexual onanisme (que s'usa com a sinònim de masturbació), tot i que també hi ha qui pensa que això procedeix d'una mala interpretació del text bíblic que en tot cas relata una interrupció del coit o coitus interruptus i no una masturbació.

## Història
Després de la mort del seu germà gran, Onan s'havia de casar amb la seva vídua Tamar, tal com dictava la Llei Jueva. Segons la Bíblia, cada vegada que tenia una relació sexual amb la seva cunyada ejaculava sobre la terra, practicant un coitus interruptus. Segons la llei de l'època, si Onan hagués tingut un fill amb Tamar no seria considerat seu, sinó un nen del seu germà. Aquest fill heretaria els drets de primogenitura per ser considerat fill d'Er, el germà gran, pel que Onan quedaria desplaçat a un segon terme. Com que aquest no va complir les ordres que se li havien donat, la resposta de Déu va ser matar-lo.
| «                                        | 7 Fuit quoque Her primogenitus Iudae nequam in conspectu Domini, et ab eo occisus est. 8 Dixit ergo Iudas ad Onan: “ Ingredere ad uxorem fratris tui et sociare illi, ut suscites semen fratri tuo ”. 9 Ille, sciens non sibi nasci hunc filium, introiens ad uxorem fratris sui semen fundebat in terram, ne proles fratris nomine nasceretur. 10 Et idcirco occidit et eum Dominus, quod rem detestabilem fecerat. | 7 Er va desagradar al Senyor, i el Senyor el va fer morir. 8 Judà va dir aleshores a Onan: «Uneix-te a la vídua d'Er, per complir amb els teus deures de cunyat i assegurar una descendència al teu germà». 9 Però Onan, sabent que la descendència no li pertanyeria, cada vegada que s'unia a ella, vessava la llavor a terra per evitar que el germà tingués una descendència. 10 La seva manera de procedir va desagradar el Senyor, que el va fer morir també a ell. | » |
| — El Llibre del Poble de Déu ─ La Bíblia | | |   |

## Interpretació
La interpretació jueva consisteix que Onan va vessar la seva llavor (semen), i per aquest motiu va ser condemnat a mort (ex. Talmud Babiloni, tractat de Nidà, 13a). Aquest passatge és citat com una raó per prohibir tant la masturbació com el coitus interruptus, ja que el principal pecat en això seria el desaprofitament o vessament de semen.
Els autors catòlics medievals també van entendre l'acció de Déu en aquesta història com una condemna en contra de la masturbació o la contraconcepció, i a causa d'això es va crear el concepte de «pecat d'Onan». Aquesta interpretació va ser sostinguda per personalitats importants a l'església, tals com a Sant Jeroni d'Estridó, qui fa una explícita referència a l'acte sexual d'Onan:
«Però em pregunto per què ell va posar a Judah i Tamar davant nosaltres com a exemple, almenys que per casualitat inclús les prostitutes els donin plaer; o Onan, qui va ser matat perquè es va resistir a permetre ser la llavor del seu germà. Per ventura imaginava que aprovaríem qualsevol relació sexual excepte per a la procreació?» (Jovinià 1.19, A.D. 393).
Tot i que Climent d'Alexandria no fa referència explícita a l'onanisme, certament reflecteix el punt de vista dels primers cristians, és a dir, que avorrien el «vessament de la llavor»:
«A causa de la seva institució divina per a la propagació de l'home, la llavor no ha de ser ejaculada en va, ni danyada ni malgastada.» (L'Instructor de nens (The Instructor of Children) 2.10:91:2 191 d.C.).
«Fer el coit amb una altra intenció qualsevol que no sigui procrear és lesionar a la naturalesa.» (L'Instructor de nens (The Instructor of Children) 2.10:95:3
Una interpretació diu que el propòsit d'aquests versicles va ser, probablement, denotar el càstig per violar les lleis del matrimoni de levirat, que era una llei divina. El propòsit d'aquesta forma de matrimoni era el de prevenir que una vídua sense fills fos miserable en no tenir a un espòs o fill que mirés per ella per no ser capaç de posseir propietat per ella mateixa; per tant, el tracte d'Onan cap a Tamar va ser considerat cruel segons la Llei. Segons aquesta interpretació, el pecat d'Onan va ser, principalment, la cobdícia; desitjava quedar-se amb la primogenitura i amb tota l'herència del seu pare i així no hauria de repartir-la amb els seus nebots. Una altra interpretació del passatge és que, independentment o al costat de l'anterior interpretació, el pecat principal d'Onan va ser impedir la fecundació, ja sigui per coitus interruptus o masturbació, ja que en tots dos casos el resultat és el mateix: la deposició de semen fora de la vagina i, per tant, prevenir que els espermatozoides s'uneixin amb un òvul.
També es pot percebre teològicament que el pecat d'Onan en practicar el coitus interruptus transcendeix més enllà de la seva pròpia avarícia, ja que mitjançant aquest acte estava frenant el propòsit i l'obra salvadora de Yahveh, donat que a través del seu llinatge descendiria el Messies.

## Cultura popular
- Dorothy Parker, poetessa nord-americana, va fer una vegada una famosa declaració que el seu periquito es deia Onan per tirar la seva llavor.
- El cantant Momus, al seu àlbum titulat Stars Forever (Estels per sempre), té una cançó dedicada a «Onan el Bàrbar».
- Els ensenyaments de l'Església catòlica sobre la masturbació van ser la inspiració per a la cançó Tot esperma és sagrat a la pel·lícula dels Monty Python El sentit de la vida.
- Al tema Yo quiero ser muy promiscuo, del cantautor madrileny Ismael Serrano, l'artista posa en boca del seu protagonista l'afirmació que «vol ser molt promiscu, […] perquè està una mica fart del pecadet d'Onan». El mateix autor, al tema Canción de amor propio, canta «...i allà vaig, quin soc, em dedico un arrechucho, sense riscos, sense contemplacions, dubto que gens em satisfaci millor que un servidor».
- La poetessa Elvira Sastre cita en la seva obra 43 maneres de deixar-se anar el pèl a aquest personatge, ja que dedica un poema a l'onanisme (poema XXXII).